# Sankya lapov

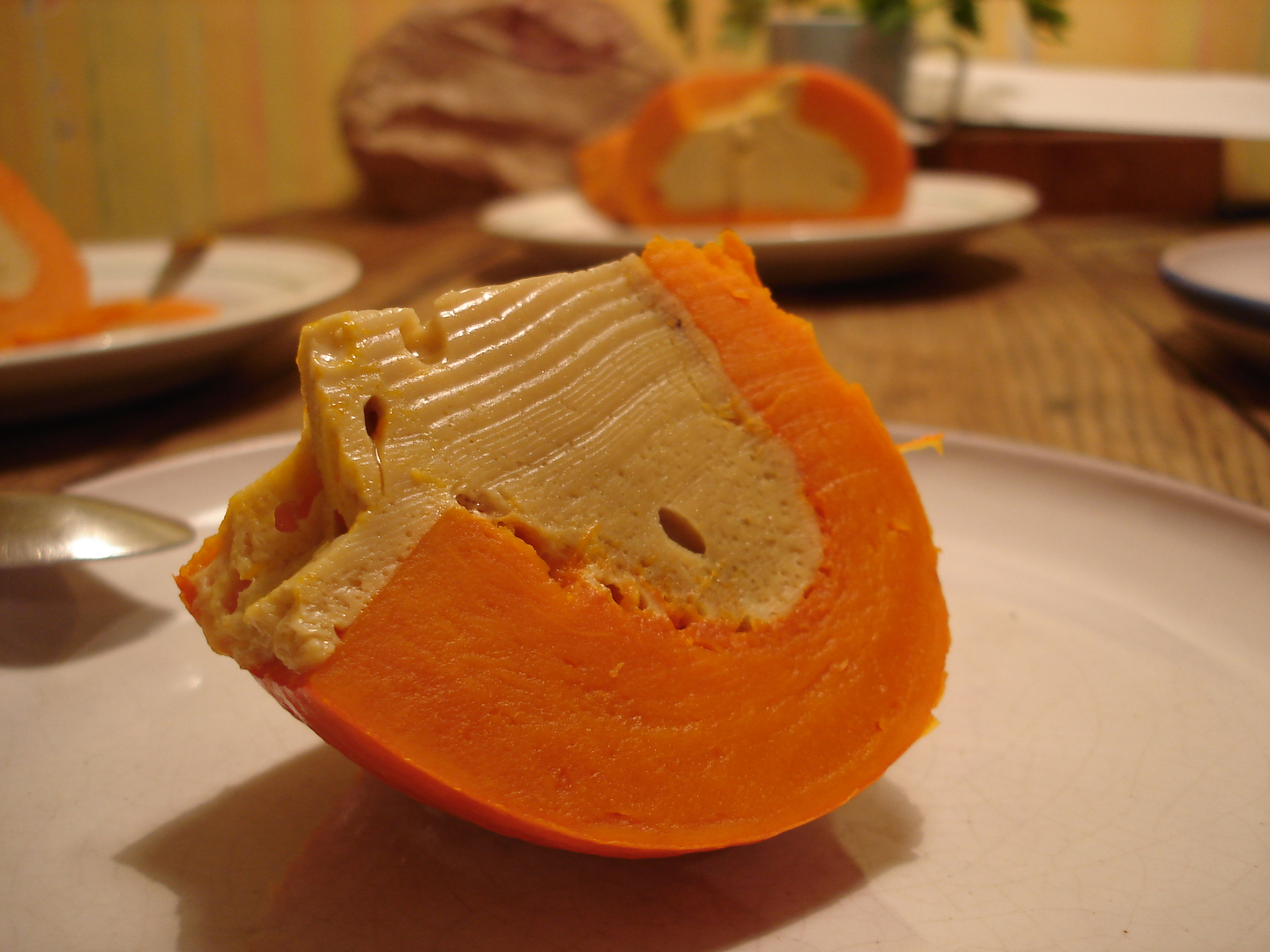
Un trozo de sankya lapov.

El sankya lapov (សង់ខ្យាល្ពៅ) o lpov sangkya es un postre de Camboya que se elabora con kabocha (calabaza) y crema de coco. Una característica fácilmente reconocible del postre es que el flan rellena la parte interior de la calabaza y que esta suele presentarse entera.
La palabra sankya puede estar relacionada con el sánscrito samkhya (सांख्य), que denomina a una de las seis escuelas clásicas de la filosofía india. Sin embargo, cualquier relación etimológica o contextual está por investigar. Lapov significa ‘calabaza’ en camboyano.
El postre también es conocido en Tailandia, donde lleva el nombre de sangkhaya fakthong (สังขยาฟักทอง, săng-khà-yăa fákthong), y en Laos, donde se llama sangkhaya maryu.
El parecido entre ambos —el camboyano sankya y el tailandés sangkhaya— con el sánscrito samkhya puede indicar un origen común en el pasado hindú del Imperio jemer.